# فطاني (تايلاند)
فطاني (Pattani) هي بلدة (thesaban mueang) في أقصى جنوب تايلاند، بالقرب من الحدود مع ماليزيا. وهي عاصمة محافظة فطاني. يبلغ عدد سكان المدينة 44353 نسمة (2018). وتغطي كل من تامبون سابارانق وأنورو وتشابانق تيكو بكامله في منطقةموينق فطاني.
تقع فطاني على بعد 1056 كم جنوب بانكوك، وتقع عند مصب نهر فطاني ‏. يعتقد بأن مسار النهر قد تغير ووصل البحر في الموقع الحالي في القرن السادس عشر. ربما كان يوجد ميناء صغير في الموقع الحالي في كوالا بكاه (كوالا سونغاي فطاني) بحلول أوائل القرن السابع عشر. ومع ذلك، فإن المركز التاريخي الأقدم لمملكة فطاني التي حكمت منطقة فطاني كان يقع على بعد أميال قليلة إلى الشرق من المدينة الحالية بالقرب من (Ban Kru Se) أو (Kampong Kersik)، حيث يوجد مسجد كرو سي. استولى السياميون على فطاني القديمة في عام 1785، وتم تطوير مركز مدينة جديد لاحقًا في الموقع الحالي وانتقل السلطان إلى «كابانق تيغا» في الجانب الجنوبي من فطاني الحالية في القرن التاسع عشر.
تسمى اللهجة المحلية ملايو فطاني أو ياوي في التايلاندية (مشتقة من الأبجدية الجاوية).

## وصلات خارجية
- الموقع الرسمي